# 2020-as IIHF divízió IV-es jégkorong-világbajnokság
A 2020-as IIHF divízió IV-es jégkorong-világbajnokság egy tervezett jégkorongtorna volt. A mérkőzéseket Biskekben, Kirgizisztánban rendezték volna március 3. és 5. között. 2020. március 2-án az IIHF törölte a két tornát a Covid19-pandémia miatt.

## Résztvevők
| Csapat         | Kvalifikáció                                                                   |
| -------------- | ------------------------------------------------------------------------------ |
| Kuvait         | Előző évben a divízió III selejtező-csoportjának 5. helyén végzett és kiesett. |
| Kirgizisztán   | Rendező, előző évben a divízió III selejtező-csoportjának 6. helyén végzett.   |
| Malajzia       | Először nevezett IIHF-tornára.                                                 |
| Fülöp-szigetek | Először nevezett IIHF-tornára.                                                 |

## Tabella
| Hely. | Csapat           | M | Gy | HGy | HV | V | G+ | G– | Gk | P |
| ----- | ---------------- | - | -- | --- | -- | - | -- | -- | -- | - |
| 1.    | Kuvait           | 0 | 0  | 0   | 0  | 0 | 0  | 0  | 0  | 0 |
| 2.    | Kirgizisztán (R) | 0 | 0  | 0   | 0  | 0 | 0  | 0  | 0  | 0 |
| 3.    | Malajzia         | 0 | 0  | 0   | 0  | 0 | 0  | 0  | 0  | 0 |
| 4.    | Fülöp-szigetek   | 0 | 0  | 0   | 0  | 0 | 0  | 0  | 0  | 0 |

### Mérkőzések
| 2020. március 3. 17:00 | Malajzia | Törölve | Kuvait | Gorodskoi Katok, Biskek |

|  |  |  |  |  |
|  |  |  |  |  |
|  |  |  |  |  |
|  |  |  |  |  |

| 2020. március 3. 20:00 | Kirgizisztán | Törölve | Fülöp-szigetek | Gorodskoi Katok, Biskek |

|  |  |  |  |  |
|  |  |  |  |  |
|  |  |  |  |  |
|  |  |  |  |  |

| 2020. március 4. 17:00 | Kuvait | Törölve | Fülöp-szigetek | Gorodskoi Katok, Biskek |

|  |  |  |  |  |
|  |  |  |  |  |
|  |  |  |  |  |
|  |  |  |  |  |

| 2020. március 4. 20:00 | Kirgizisztán | Törölve | Malajzia | Gorodskoi Katok, Biskek |

|  |  |  |  |  |
|  |  |  |  |  |
|  |  |  |  |  |
|  |  |  |  |  |

| 2020. március 5. 15:00 | Fülöp-szigetek | Törölve | Malajzia | Gorodskoi Katok, Biskek |

|  |  |  |  |  |
|  |  |  |  |  |
|  |  |  |  |  |
|  |  |  |  |  |

| 2020. március 5. 18:00 | Kuvait | Törölve | Kirgizisztán | Gorodskoi Katok, Biskek |

|  |  |  |  |  |
|  |  |  |  |  |
|  |  |  |  |  |
|  |  |  |  |  |